# Алфераки (дворянский род)
Алфераки — дворянский род.
Потомство секунд-майора греческого пехотного полка Дмитрия Ильича Алфераки (Дмитрий Алефереос, 17??-1830) и его сына, действительного статского советника Николая Алфераки. Сыновья последнего:
- Ахиллес (1846—1919) — российский композитор и государственный деятель;
- Сергей (1850—1918) — российский орнитолог и энтомолог;
- Михаил (1852—1914) — цензор ГУ по делам печати, ДСС и камергер. Владелец коллекции картин Брюллова.
  - Михаил Михайлович (1889—1958) — герой Первой мировой войны.

## Описание герба
В лазоревом поле золотое зубчатое стропило, обременённое тремя червлёными солнечными тенями, и сопровождаемое тремя серебряными голубями с червлёными глазами и языками.
Щит увенчан дворянским шлемом и короной. Нашлемник: золотой сноп, перевязанный червлёной лентой и увенчанный серебряным голубем с червлёными глазами и языком. Намёт: справа лазоревый с золотом, слева лазоревый с серебром. Герб Николая Алфераки внесен в Часть 18 Общего гербовника дворянских родов Всероссийской империи, стр. 67.